# Муше (лунный кратер)
Кратер Муше (лат. Mouchez) — большой древний ударный кратер в северной приполярной области видимой стороны Луны. Название присвоено в честь французского астронома и морского офицера Амедея Эрнеста Бартоломея Муше (1821—1892) и утверждено Международным астрономическим союзом в 1935 г. Образование кратера относится к донектарскому периоду.

## Описание кратера

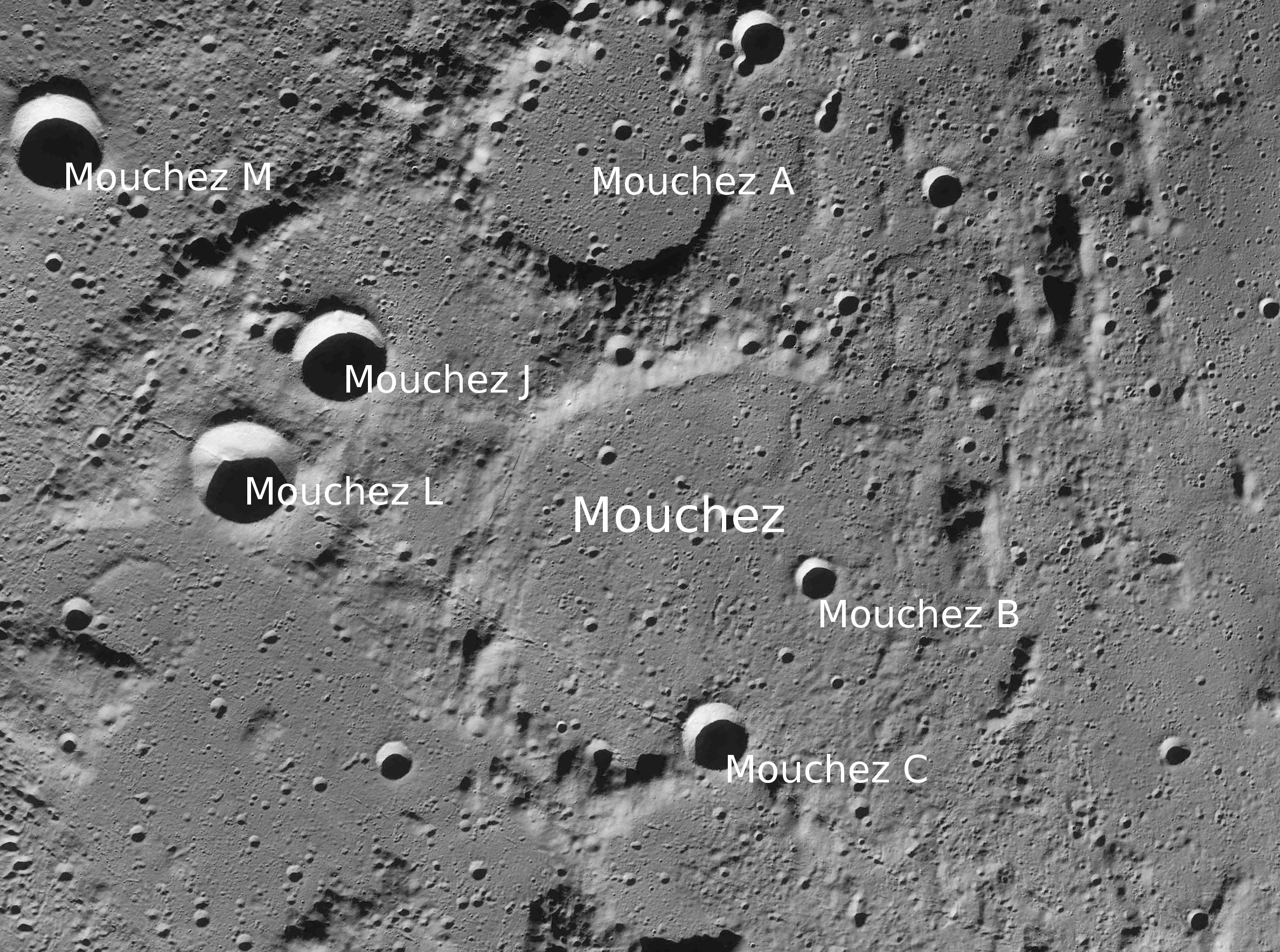
Окрестности кратера Муше. Снимок зонда Lunar Reconnaissance Orbiter.

Ближайшими соседями кратера являются кратер Джоя на северо-востоке; кратер Чаллис на востоке; кратеры Анаксагор и Гольдшмидт на юго-востоке; кратер Филолай на юге и кратер Понселе на западе-юго-западе. Селенографические координаты центра кратера 78°23′ с. ш. 26°49′ з. д. / 78,38° с. ш. 26,82° з. д., диаметр 82,8 км, глубина 1380 м.
Кратер Муше имеет полигональную форму и практически полностью разрушен за длительное время своего существования. Восточная часть вала сравнялась с окружающей местностью кроме отдельно стоящего пика высотой 1700 м, остальная часть вала представляет собой нерегулярное полукольцо отдельных хребтов и пиков.  Южную часть вала перекрывают останки крупного безымянного кратера. Дно чаши сравнительно ровное, испещрено множеством мелких кратеров и короткими цепочками кратеров. В южной части чаши находится приметный чашеобразный сателлитный кратер Муше C, в восточной – сателлитный кратер Муше B. В центре чаши расположены несколько холмов высотой от 300 до 500 м.

## Сателлитные кратеры
| Муше | Координаты                                            | Диаметр, км |
| ---- | ----------------------------------------------------- | ----------- |
| A    | 80°53′ с. ш. 30°22′ з. д. / 80,89° с. ш. 30,37° з. д. | 49,9        |
| B    | 78°21′ с. ш. 23°03′ з. д. / 78,35° с. ш. 23,05° з. д. | 7,7         |
| C    | 77°25′ с. ш. 26°07′ з. д. / 77,42° с. ш. 26,12° з. д. | 12,5        |
| J    | 79°31′ с. ш. 38°35′ з. д. / 79,52° с. ш. 38,59° з. д. | 17,1        |
| L    | 78°43′ с. ш. 40°47′ з. д. / 78,71° с. ш. 40,78° з. д. | 19,4        |
| M    | 80°16′ с. ш. 50°08′ з. д. / 80,26° с. ш. 50,13° з. д. | 17,3        |

- Высота центрального пика сателлитного кратера Муше A составляет 500 м[6]

## Места посадок космических аппаратов
- 18 декабря 2012 года около 05:30 МСК приблизительно в 25 км к югу от кратера Муше, в точке с селенографическими координатами 75°37′ с. ш. 26°38′ з. д. / 75,62° с. ш. 26,63° з. д.G, в поверхность Луны врезались после окончания миссии и сведения с орбиты два космических аппарата программы The Gravity Recovery and Interior Laboratory (GRAIL).

## См.также
- Список кратеров на Луне
- Лунный кратер
- Морфологический каталог кратеров Луны
- Планетная номенклатура
- Селенография
- Минералогия Луны
- Геология Луны
- Поздняя тяжёлая бомбардировка